# Ralph Uwazuruike
Ralph Uwazuruike ist ein nigerianischer Separatistenführer. Er leitet die Organisation Movement for the Actualisation of the Sovereign State of Biafra (MASSOB), die sich für eine Wiederbelebung der Republik Biafra einsetzt.
Uwazuruike wurde mehrfach verhaftet. Im November 2005 wurde er mit sechs weiteren Angeklagten wegen Hochverrat in Abuja vor Gericht gestellt. Im Fall einer Verurteilung hätte die Todesstrafe verhängt werden können.